# Tomáš Ladra
Tomáš Ladra (* 24. dubna 1997 Česká Lípa) je český profesionální fotbalista, který hraje na pozici útočníka či křídelníka za český klub FC Viktoria Plzeň. Je také bývalým českým mládežnickým reprezentantem.

## Klubová kariéra

### Mladá Boleslav
Ladra je odchovancem Mladé Boleslavi, do jejíž akademie přišel v roce 2010 z pražské Slavie.
V létě 2016 zamířil Ladra na roční hostování do druholigových Pardubic. Svůj první gól v kariéře vstřelil Ladra ve třetím kole v utkání proti Sigmě Olomouc. Ve své první sezóně v mužském fotbale nastoupil Ladra do 32 soutěžních utkání, v nichž vstřelil tři branky. V létě 2017 bylo Ladrovo hostování v Pardubicích prodlouženo o dalších šest měsíců. V podzimní čísti sezóny nastoupil Ladra do 13 ligových zápasů a vstřelil 3 branky. Díky svým výkonům se Ladra dostal i do české reprezentace do 21 let.
Ladra se na konci kalendářního roku 2017 vrátil do Mladé Boleslavi. Svůj debut v A-týmu si odbyl 17. února, kdy nastoupil do ligového utkání proti Karviné.
V sezóně 2018/19 se Ladra dokázal probojovat do základní sestavy Mladé Boleslavi a 5. srpna 2018 vstřelil svou první branku v klubovém dresu, a to při výhře 4:3 nad Karvinou. V ročníku dal Ladra 5 branek a přispěl k postupu Mladé Boleslavi do pohárové Evropy.
Ladra debutoval v druhém předkole Evropské ligy 25. července 2019 při remíze 1:1 s FC Ordabasy. V ligové soutěži vstřelil v sezóně 2019/20 tři branky.
Podzimní část sezóny 2020/21 strávil Ladra na hostování v Jablonci. V jeho dresu si Ladra zahrál v druhém předkole Evropské ligy (prohra s Dunajskou Stredou) a v lize vstřelil 2 branky v 13 zápasech. V prosinci 2020 se vrátil zpátky do Mladé Boleslavi.
Na jaro 2021 se Ladra prosadil zpátky do základní sestavy a v mladoboleslavském dresu vstřelil 5 branek a přidal 4 asistence v 18 soutěžních zápasech. Ladra patřil mezi základní stavební kameny sestavy Mladé Boleslavi i v ročníku 2021/22. V 36 soutěžních zápasech ale nasbíral jen šest kanadských bodů (4 góly + 2 asistence).
V sezóně 2022/23 svou bilanci vylepšil, ve 34 utkáních vstřelil 8 branek a přidal 3 asistence.
V sezóně 2023/24 přispěl Ladra 5 brankami a 7 asistencemi ke konečné páté příčce v lize, Mladá Boleslav se tak po letech znovu kvalifikovala do evropských pohárů. V dubnu 2024 prodloužil Ladra svou smlouvu v Mladé Boleslavi do 30. června 2027.
Dne 25. července 2024 gólem přispěl k výhře 2:0 nad litevským Transinvestem v druhém předkole Konferenční ligy. 15. srpna dvěma brankami rozhodl o postupu nad izraelským Hapoelem Beer Ševa ve třetím předkole a gólem a asistencí se také podílel na postupu přes maďarský klub Paksi FC ve čtvrtém předkole do základní skupiny. V průběhu celé sezony patřil Ladra ke klíčovým hráčům Mladé Boleslavi, odehrál dohromady 45 soutěžních utkání, vstřelil 8 branek a přidal 9 asistencí.

### Viktoria Plzeň
V létě 2025 přestoupil Ladra po 15 letech z Mladé Boleslavi, a to do plzeňské Viktorie.

## Reprezentační kariéra
Ladra mezi lety 2014 a 2018 nastupoval v dresu českých mládežnických reprezentací.